# Rohit Mirza
Rohit Mirza (Bombay, 15 augustus 1991) is een Indiaas voetballer die bij voorkeur als middenvelder speelt. Sinds 2013 speelt hij voor Mumbai FC, dat hem in het najaar van 2014 verhuurde aan Mumbai City FC.

## Carrière
Mirza kwam als jeugdspeler bij Mumbai FC en speelde in de I-League onder 19. Op 11 mei 2013 maakte hij in de wedstrijd tegen SC Goa zijn debuut in de hoofdmacht van Mumbai.
Op 2 november 2014 maakte hij zijn debuut voor Mumbai City in de Indian Super League. In de wedstrijd tegen de Kerala Blasters mocht hij één minuut voor tijd invallen voor Subash Singh.

## Statistieken
| Seizoen         | Club            |                 | Competitie      | Competitie | Competitie | Beker | Beker | Internationaal | Internationaal | Totaal | Totaal |
| Seizoen         | Club            | Wed.            | Competitie      | Dlp.       | Wed.       | Dlp.  | Wed.  | Dlp.           | Wed.           | Dlp.   |        |
| --------------- | --------------- | --------------- | --------------- | ---------- | ---------- | ----- | ----- | -------------- | -------------- | ------ | ------ |
| 2012/13         | Mumbai FC       | Vlag van India  | I-League        | 1          | 0          | 0     | 0     | –              | –              | 1      | 0      |
| 2013/14         | Mumbai FC       | Vlag van India  | I-League        | 7          | 0          | 1     | 0     | –              | –              | 8      | 0      |
| 2014            | Mumbai City FC  | Vlag van India  | ISL             | 1          | 0          | 0     | 0     | –              | –              | 1      | 0      |
| Carrière totaal | Carrière totaal | Carrière totaal | Carrière totaal | 9          | 0          | 0     | 0     | –              | –              | 9      | 0      |

Bijgewerkt t/m 20 maart 2015